# Andrea Matt
Andrea Matt (* 29. April 1961 in Grabs) ist eine liechtensteinische Politikerin. Sie war in der Legislaturperiode 2005 bis 2009 Abgeordnete im liechtensteinischen Landtag.

## Biografie
Andrea Matt wurde 1961 als Tochter des Zahntechnikers Egon Matt und dessen Frau Waltraud (geborene Ritter) geboren. Sie hat vier Geschwister, darunter Cornelia Gassner. Sie studierte in Nürnberg Gestaltung, Kommunikationsdesign und Werbebetriebswirtschat. Danach arbeitete sie in den Bereichen Computergrafik, Werbung, PR und Vertrieb in Zürich und Aschaffenburg. Seit 1999 führt sie ein eigenes Grafik- und CAD-Dienstleistungsunternehmen in Mauren. Von 2003 bis 2007 war sie Mitglied des Gemeindeschulrates von Mauren.
Matt wurde 2005 für die Freie Liste in den Landtag des Fürstentums Liechtenstein gewählt. Im Januar 2007 löste sie Paul Vogt als Fraktionssprecher ihrer Partei im Landtag ab. Als Abgeordnete gehörte sie ab 2005 als Mitglied der Geschäftsprüfungskommission, der EWR-Kommission und der Parlamentarier-Kommission Bodensee an. Bei den Wahlen 2009 konnte Matt ihr Mandat nicht verteidigen. Von 2010 bis 2012 war sie Laienrichterin am Fürstlichen Obergericht.
Matt ist ledig und Mutter eines Kindes.